# Chlorochaeta longipennis
Chlorochaeta longipennis là một loài bướm đêm trong họ Geometridae.